# Laurene Landon
Pour les articles homonymes, voir Landon.
Laurene Landon, née Laurene Landon Coughlin, née le 17 mars 1957 à Toronto en Ontario, est une actrice canadienne. Elle a notamment jouée dans Maniac Cop, Maniac Cop 2, J'aurai ta peau et Y a-t-il enfin un pilote dans l'avion ?.

## Biographie
Après avoir fait des études au California State University, Laurene se prédestinait à entrer dans les forces de l'ordre après avoir suivi le programme de l'école de police de Californie mais elle prit conscience qu'elle ne continuerait pas le jour où elle a utilisé un revolver. Elle changea d'orientation et décida de se reconvertir dans le cinéma en devenant figurante.

## Carrière
Elle commence à avoir de petits rôles en 1979 dans des comédies comme Roller Boogie, Scoring ou Better Heritage. Son premier grand rôle sur le grand écran, elle le doit au scénariste et réalisateur Larry Cohen dans Full Moon High aux côtés de Adam Arkin en 1981 mais aussi dans le film Deux Filles au tapis de Robert Aldrich aux côtés de Peter Falk et Burt Young. Elle confirme sa notoriété en incarnant la séduisante secrétaire de Mike Hammer dans J'aurai ta peau de Richard T. Heffron aux côtés d'Armand Assante.
Après le succès d'Y a-t-il enfin un pilote dans l'avion ? en 1982, elle poursuit une carrière en dent-de-scie en jouant dans des séries B ou Z. Le succès revient avec Maniac Cop en 1988 et sa suite en 1990. Ensuite, ce sont à nouveaux des petits rôles et des apparitions dans des budgets modestes ou des nanars. Elle continue toujours sa carrière d'actrice en enchaînant les productions.

## Filmographie partielle
- 1981 : Full Moon High de Larry Cohen : Blondie
- 1981 : Deux Filles au tapis (...All the Marbles) de Robert Aldrich : Molly
- 1982 : Y a-t-il enfin un pilote dans l'avion ? (Airplane II: The Sequel) de Ken Finkleman : Testa
- 1982 : J'aurai ta peau (I, the Jury) de Richard T. Heffron : Velda
- 1983 : Hundra de Matt Cimber : Hundra
- 1984 : A la poursuite du soleil d'or (Yellow Hair and the Fortress of Gold) de Matt Cimber : Yellow Hair
- 1985 : The Stuff de Larry Cohen : Caméo
- 1986 : Armés pour répondre (Armed Response) de Fred Olen Ray : Deborah Silverstein
- 1986 : America 3000 de David Engelbach : Vena
- 1987 : La Vengeance des monstres (It's Alive III: Island of the Alive) de Larry Cohen : Sally
- 1988 : Maniac Cop de William Lustig : Theresa Mallory
- 1989 : Ma belle-mère est une sorcière (Wicked Stepmother) de Larry Cohen : Vanilla
- 1990 : L'Ambulance (The Ambulance) de Larry Cohen : Patty
- 1990 : Maniac Cop 2 de William Lustig : Theresa Mallory